# Ивановский (Башкортостан)
Ивановский (баш. Ивановский) — посёлок в составе городского округа город Уфа, находящийся в Новочеркасском сельсовете, подчинённом Орджоникидзевскому району.

## География
Примыкает к посёлку Новые Черкассы (между окраинами около 100 метров).
Посёлок находится на берегу реки Стеклянки.

## Население
| 1939 | 1959 | 1970 | 1979 | 1989 | 2002 | 2010 |
| ---- | ---- | ---- | ---- | ---- | ---- | ---- |
| 69   | ↘46  | ↗221 | ↗223 | ↘131 | ↘117 | ↗123 |

## Улица
- Черёмуховая ул.;